# Ingrid Schmidt
Ingrid Schmidt, posteriormente Ingrid Schmidt Grael (Niterói, 14 de dezembro de 1937 — Rio de Janeiro, 22 de Setembro de 2008), foi uma atleta, miss, professora e conhecida nacionalmente por ser a matriarca da família Grael, sendo mãe dos velejadores e medalhistas olímpicos Axel, Torben e Lars Grael. Ingrid foi "Miss Clube de Regatas Icaraí 1955", com o título disputou e venceu o Miss Estado do Rio 1955 e foi Vice-Miss Brasil 1955.

## História

### Família
A vida de Ingrid foi sempre ligada ao esporte. Uma dos cinco filhos do lendário engenheiro e velejador dinamarquês Preben Tage Axel Schmidt (nascido em Frederiksberg, na Dinamarca) com Helene Margaret Jelinski (nascida em Ełk, na Prússia Oriental, atual Polônia). O pai de Ingrid foi um dos pioneiros da vela no país e iniciou todos os seus filhos na modalidade: Além de Ingrid, seus irmãos Rolf, Margaret e os gêmeos Axel e Erik, que foram os primeiros brasileiros campeões mundiais da vela, em 1961, na classe snipe e foram os primeiros atletas Olímpicos da família, disputando os Jogos de 1968 e 1972, respectivamente nas classes star e soling.

### Rainha dos Jogos de Primavera
Ingrid fez história desde cedo. Em 1953, aos 15 anos, foi eleita a Rainha dos Jogos da Primavera. Os Jogos da Primavera foram idealizados e promovidos pelo jornalista Mário Filho, irmão de Nelson Rodrigues, para promover o esporte nas escolas do Rio de Janeiro. O concurso da Rainha dos Jogos da Primavera, associado ao evento esportivo, reunia as qualidades atléticas e a beleza da candidata, procurando atrair, bem ao estilo da época, a participação feminina nas atividades esportivas. Vale lembrar que o esporte para as mulheres não era muito praticado e nem bem visto, a ponto de anos antes, em 1941, um Decreto-Lei ter vedado a participação feminina em vários esportes, por considerar "inapropriado à condição feminina". O concurso pretendia mostrar que as mulheres poderiam sim praticar esportes e ainda serem bonitas. Antes de Ingrid, sua irmã mais velha Margaret Schmidt, foi eleita duas vezes (1949-1950) a Rainha dos Jogos da Primavera e, então, mudaram a regra. Não era mais possível a reeleição. Seguindo os passos de Margaret, Ingrid também se candidatou, em 1953, concorrendo pelo Colégio Anglo-Americano, do Rio de Janeiro. A beleza marcante, associada ao seu desempenho esportivo na vela, natação, saltos ornamentais e esgrima, fez com que conquistasse o título com facilidade.

### Miss Brasil
O concurso Miss Brasil 1955 teve seu ápice na madrugada do sábado 25 de junho com a participação de 19 moças que sonhavam ocupar o trono da baiana Martha Rocha, famosa pelo segundo lugar conquistado no Miss Universo 1954. O grande salão do teatro mecanizado do Hotel Quitandinha estava lotado e o público aplaudiu delirantemente quando Paulo Porto e Lourdes Mayer anunciaram as cinco finalistas. Emília Barreto Corrêa Lima, Miss Ceará; Annete Stone, Miss Amazonas; Ingrid Schmidt, Miss Rio de Janeiro; e Ethel Chiaroni, Miss São Paulo e Gilda Medeiros, Miss Pará. Emília terminou com 8 pontos. Ingrid empatou com Annete e Ethel com 2 pontos e Gilda ficou em terceiro lugar com 1 ponto.

### Vida pessoal
Foi em uma cerimônia de premiação no Pálacio do Catete e na presença do presidente Café Filho, que conheceu o Coronel Dickson Melges Grael, chefe de gabinete, que se tornaria seu marido. Com ele, Ingrid teve três filhos: Axel Grael, velejador, ambientalista e político que foi prefeito de Niterói; Torben Grael, velejador e multimedalhista Olímpico e Lars Grael, dono de duas medalhas Olímpicas na vela e mais tarde político após um acidente que amputou sua perna. Também criou o sobrinho Glenn Erik Haynes, filho de sua irmã Margaret, falecida precocemente. Foi avó de Trine, Marco, Martine, Nicholas e Sofia Grael. Sócia mais antiga do Rio Yacht Club de Niterói, Ingrid teve uma vida itinerante como esposa de militar, viveu no Rio de Janeiro, São Paulo, Osasco, Belém e Brasília.
Ela transmitia um carinho enorme pelos filhos, netos, noras e amigos. Era respeitada e amada por todos da vela, especialmente os contemporâneos de seus filhos. Em sua casa, as bandejas que serviam doces e salgados em festas, eram na verdade bandejas de premiações de campeonatos conquistados pelos filhos, seus irmãos e seu pai. Além da vela em que a família se especializou, Ingrid era amante do tênis, esporte que começou a praticar já na fase adulta, mas que a levou a conquistar a Taça Itamaraty em Brasília nos anos 70. Ainda em Brasília, foi professora de inglês e posteriormente Diretora da Casa Thomas Jefferson. Ao retornar a Niterói, foi professora do Brasas e atuou no ramo empresarial de exportação e importação. Em 2005, foi madrinha do Brasil 1, barco brasileiro que deu a volta ao mundo e terminou a Volvo Ocean Race na terceira posição. Por causa dos filhos, ela costumava brincar que era "A Maior Mãe do Esporte Olímpico Brasileiro".
Ingrid faleceu às 10h:30min do dia 22 de Setembro de 2008, aos 70 anos. Ela estava internada no Hospital Samaritano, vítima de um câncer. Seu enterro foi no Cemitério Parque da Colina, no Alto de Pendotiba, em Niterói.

## Árvore genealógica
|  |  |                |                |                |                | Preben Tage Axel Schmidt | Preben Tage Axel Schmidt | Preben Tage Axel Schmidt | Preben Tage Axel Schmidt | Preben Tage Axel Schmidt | Preben Tage Axel Schmidt |                      |                      | Helene Margaret Jelinski | Helene Margaret Jelinski | Helene Margaret Jelinski | Helene Margaret Jelinski | Helene Margaret Jelinski | Helene Margaret Jelinski |                  |                  |                  |                  |  |  |                  |                  |                  |                  |                  |                  |  |  |                |                |                |                |                |                |  |  |  |  |  |  |  |  |  |  |  |  |  |  |  |  |  |  |  |  |  |  |  |  |  |  |  |  |
|  |  |                |                |                |                | Preben Tage Axel Schmidt | Preben Tage Axel Schmidt | Preben Tage Axel Schmidt | Preben Tage Axel Schmidt | Preben Tage Axel Schmidt | Preben Tage Axel Schmidt |                      |                      | Helene Margaret Jelinski | Helene Margaret Jelinski | Helene Margaret Jelinski | Helene Margaret Jelinski | Helene Margaret Jelinski | Helene Margaret Jelinski |                  |                  |                  |                  |  |  |                  |                  |                  |                  |                  |                  |  |  |                |                |                |                |                |                |  |  |  |  |  |  |  |  |  |  |  |  |  |  |  |  |  |  |  |  |  |  |  |  |  |  |  |  |
|  |  |                |                |                |                |                          |                          |                          |                          |                          |                          |                      |                      |                          |                          |                          |                          |                          |                          |                  |                  |                  |                  |  |  |                  |                  |                  |                  |                  |                  |  |  |                |                |                |                |                |                |  |  |  |  |  |  |  |  |  |  |  |  |  |  |  |  |  |  |  |  |  |  |  |  |  |  |  |  |
|  |  |                |                |                |                |                          |                          |                          |                          |                          |                          |                      |                      |                          |                          |                          |                          |                          |                          |                  |                  |                  |                  |  |  |                  |                  |                  |                  |                  |                  |  |  |                |                |                |                |                |                |  |  |  |  |  |  |  |  |  |  |  |  |  |  |  |  |  |  |  |  |  |  |  |  |  |  |  |  |
|  |  | Axel Schmidt   | Axel Schmidt   | Axel Schmidt   | Axel Schmidt   | Axel Schmidt             | Axel Schmidt             |                          |                          | Erik Schmidt             | Erik Schmidt             | Erik Schmidt         | Erik Schmidt         | Erik Schmidt             | Erik Schmidt             |                          |                          | Rolf Schmidt             | Rolf Schmidt             | Rolf Schmidt     | Rolf Schmidt     | Rolf Schmidt     | Rolf Schmidt     |  |  | Margaret Schmidt | Margaret Schmidt | Margaret Schmidt | Margaret Schmidt | Margaret Schmidt | Margaret Schmidt |  |  | Ingrid Schmidt | Ingrid Schmidt | Ingrid Schmidt | Ingrid Schmidt | Ingrid Schmidt | Ingrid Schmidt |  |  |  |  |  |  |  |  |  |  |  |  |  |  |  |  |  |  |  |  |  |  |  |  |  |  |  |  |
|  |  | Axel Schmidt   | Axel Schmidt   | Axel Schmidt   | Axel Schmidt   | Axel Schmidt             | Axel Schmidt             |                          |                          | Erik Schmidt             | Erik Schmidt             | Erik Schmidt         | Erik Schmidt         | Erik Schmidt             | Erik Schmidt             |                          |                          | Rolf Schmidt             | Rolf Schmidt             | Rolf Schmidt     | Rolf Schmidt     | Rolf Schmidt     | Rolf Schmidt     |  |  | Margaret Schmidt | Margaret Schmidt | Margaret Schmidt | Margaret Schmidt | Margaret Schmidt | Margaret Schmidt |  |  | Ingrid Schmidt | Ingrid Schmidt | Ingrid Schmidt | Ingrid Schmidt | Ingrid Schmidt | Ingrid Schmidt |  |  |  |  |  |  |  |  |  |  |  |  |  |  |  |  |  |  |  |  |  |  |  |  |  |  |  |  |
|  |  |                |                |                |                |                          |                          |                          |                          |                          |                          |                      |                      |                          |                          |                          |                          |                          |                          |                  |                  |                  |                  |  |  |                  |                  |                  |                  |                  |                  |  |  |                |                |                |                |                |                |  |  |  |  |  |  |  |  |  |  |  |  |  |  |  |  |  |  |  |  |  |  |  |  |  |  |  |  |
|  |  | Ingrid Schmidt | Ingrid Schmidt | Ingrid Schmidt | Ingrid Schmidt | Ingrid Schmidt           | Ingrid Schmidt           |                          |                          | Dickson Melges Grael     | Dickson Melges Grael     | Dickson Melges Grael | Dickson Melges Grael | Dickson Melges Grael     | Dickson Melges Grael     |                          |                          |                          |                          |                  |                  |                  |                  |  |  |                  |                  |                  |                  |                  |                  |  |  |                |                |                |                |                |                |  |  |  |  |  |  |  |  |  |  |  |  |  |  |  |  |  |  |  |  |  |  |  |  |  |  |  |  |
|  |  | Ingrid Schmidt | Ingrid Schmidt | Ingrid Schmidt | Ingrid Schmidt | Ingrid Schmidt           | Ingrid Schmidt           |                          |                          | Dickson Melges Grael     | Dickson Melges Grael     | Dickson Melges Grael | Dickson Melges Grael | Dickson Melges Grael     | Dickson Melges Grael     |                          |                          |                          |                          |                  |                  |                  |                  |  |  |                  |                  |                  |                  |                  |                  |  |  |                |                |                |                |                |                |  |  |  |  |  |  |  |  |  |  |  |  |  |  |  |  |  |  |  |  |  |  |  |  |  |  |  |  |
|  |  |                |                |                |                |                          |                          |                          |                          |                          |                          |                      |                      |                          |                          |                          |                          |                          |                          |                  |                  |                  |                  |  |  |                  |                  |                  |                  |                  |                  |  |  |                |                |                |                |                |                |  |  |  |  |  |  |  |  |  |  |  |  |  |  |  |  |  |  |  |  |  |  |  |  |  |  |  |  |
|  |  |                |                |                |                |                          |                          |                          |                          |                          |                          |                      |                      |                          |                          |                          |                          |                          |                          |                  |                  |                  |                  |  |  |                  |                  |                  |                  |                  |                  |  |  |                |                |                |                |                |                |  |  |  |  |  |  |  |  |  |  |  |  |  |  |  |  |  |  |  |  |  |  |  |  |  |  |  |  |
|  |  | Axel Grael     | Axel Grael     | Axel Grael     | Axel Grael     | Axel Grael               | Axel Grael               |                          |                          | Torben Grael             | Torben Grael             | Torben Grael         | Torben Grael         | Torben Grael             | Torben Grael             |                          |                          | Andrea Soffiatti         | Andrea Soffiatti         | Andrea Soffiatti | Andrea Soffiatti | Andrea Soffiatti | Andrea Soffiatti |  |  | Lars Grael       | Lars Grael       | Lars Grael       | Lars Grael       | Lars Grael       | Lars Grael       |  |  |                |                |                |                |                |                |  |  |  |  |  |  |  |  |  |  |  |  |  |  |  |  |  |  |  |  |  |  |  |  |  |  |  |  |
|  |  | Axel Grael     | Axel Grael     | Axel Grael     | Axel Grael     | Axel Grael               | Axel Grael               |                          |                          | Torben Grael             | Torben Grael             | Torben Grael         | Torben Grael         | Torben Grael             | Torben Grael             |                          |                          | Andrea Soffiatti         | Andrea Soffiatti         | Andrea Soffiatti | Andrea Soffiatti | Andrea Soffiatti | Andrea Soffiatti |  |  | Lars Grael       | Lars Grael       | Lars Grael       | Lars Grael       | Lars Grael       | Lars Grael       |  |  |                |                |                |                |                |                |  |  |  |  |  |  |  |  |  |  |  |  |  |  |  |  |  |  |  |  |  |  |  |  |  |  |  |  |
|  |  |                |                |                |                |                          |                          |                          |                          |                          |                          |                      |                      |                          |                          |                          |                          |                          |                          |                  |                  |                  |                  |  |  |                  |                  |                  |                  |                  |                  |  |  |                |                |                |                |                |                |  |  |  |  |  |  |  |  |  |  |  |  |  |  |  |  |  |  |  |  |  |  |  |  |  |  |  |  |
|  |  |                |                |                |                |                          |                          |                          |                          |                          |                          |                      |                      |                          |                          |                          |                          |                          |                          |                  |                  |                  |                  |  |  |                  |                  |                  |                  |                  |                  |  |  |                |                |                |                |                |                |  |  |  |  |  |  |  |  |  |  |  |  |  |  |  |  |  |  |  |  |  |  |  |  |  |  |  |  |
|  |  |                |                |                |                |                          |                          |                          |                          | Marco Grael              | Marco Grael              | Marco Grael          | Marco Grael          | Marco Grael              | Marco Grael              |                          |                          | Martine Grael            | Martine Grael            | Martine Grael    | Martine Grael    | Martine Grael    | Martine Grael    |  |  |                  |                  |                  |                  |                  |                  |  |  |                |                |                |                |                |                |  |  |  |  |  |  |  |  |  |  |  |  |  |  |  |  |  |  |  |  |  |  |  |  |  |  |  |  |